# Achelia fernandeziana
Achelia fernandeziana is een zeespin uit de familie Ammotheidae. De soort behoort tot het geslacht Achelia. Achelia fernandeziana werd in 1920 voor het eerst wetenschappelijk beschreven door Loman. 